# Eric Thill
Pour les articles homonymes, voir Thill.
Eric Thill, né le 27 novembre 1993 à Schieren, est un homme politique luxembourgeois, vice-président du Parti démocratique (DP).
Il est élu bourgmestre de Schieren en 2019, devenant alors, à 26 ans, le plus jeune bourgmestre de l'histoire du pays,. En novembre 2023, il est nommé Ministre de la culture et ministre délégué au Tourisme dans le gouvernement de Luc Frieden.